# Das Schloss (opera)

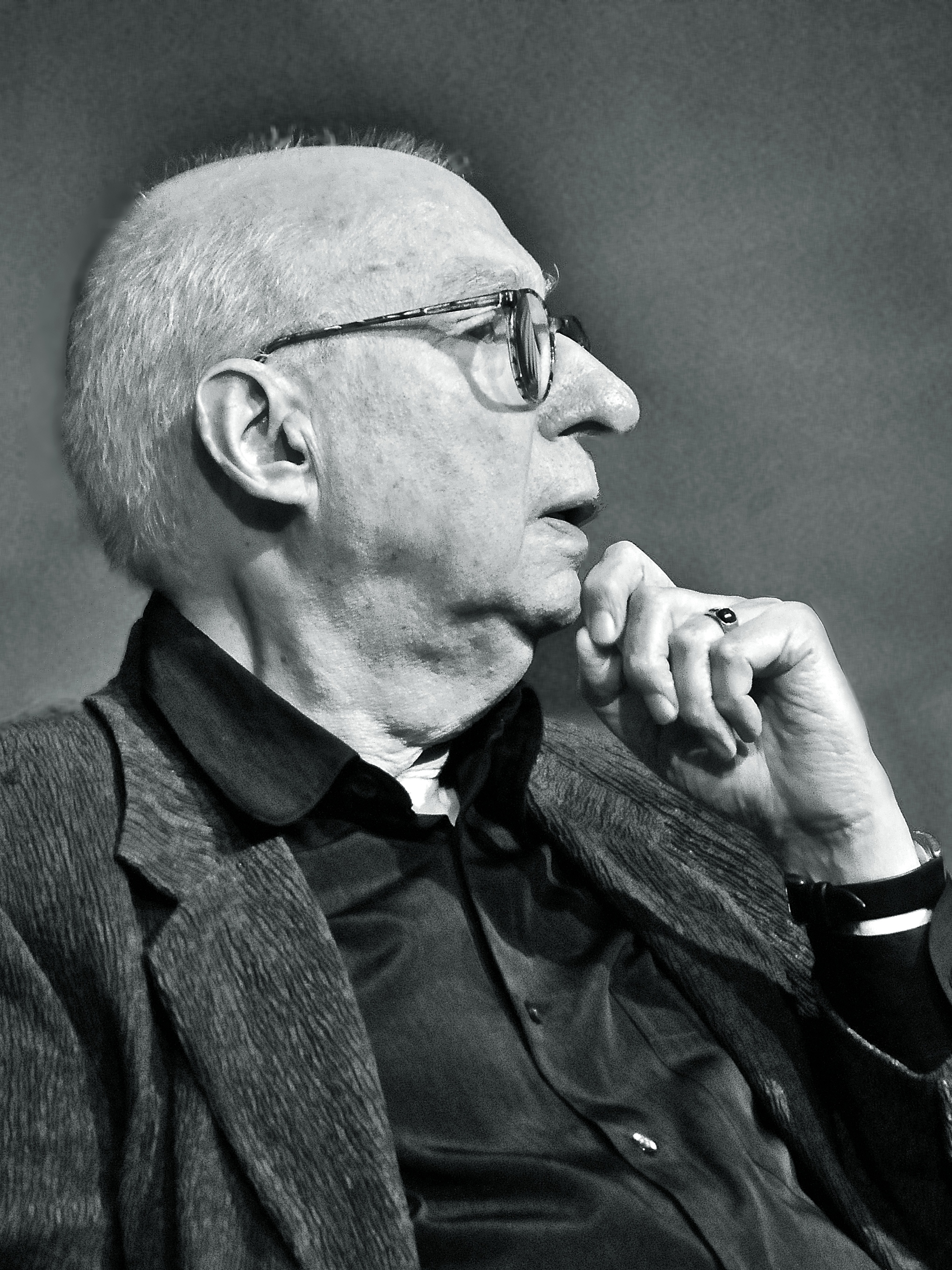
Aribert Reimann

Das Schloss ("Slottet") är en opera i två delar (tio scener med mellanspel och scenförändringar) med musik av Aribert Reimann, som även skrev librettot efter Franz Kafkas roman med samma namn (1926) och Max Brods dramatisering av denna. Verket uruppfördes 2 september 1992 på Deutsche Oper i Berlin.
Reimann, som fascinerades av allmängiltiga ämnen ur världslitteraturen, följde sin förkärlek för den dunkla sidan av människans existens, vare sig det var vansinnet i Shakespeares Kung Lear (operan Lear) eller Strindbergs intransparenta värld i Ett drömspel (operan Ein Traumspiel). Framträdande är ofta pessimistiska moment, som framkallas genom orättmätigt tillfogat lidande och bitter besvikelse. Reimann gav musikalisk stringens åt detta område i alla dess nyanser, och avancerade i och med uruppförandet av Lear till att bli en av 1900-talets mest betydelsefulla operatonsättare. Den psykologiska teckningen av vokalpartierna, som skulle bli alltmer subtil för varje opera, nådde en höjdpunkt i tonsättningen av Kafkas Slottet, ett beställningsverk från Deutsche Oper Berlin. Människan som anser sig ha rätt men som av omgivningen beskylls för en diffus förseelse, kanske själva hans existens inom systemet, är en fruktansvärd situation som Reimann är väl förmögen att ge en fängslande musikalisk gestaltning.

## Personer
- K. (baryton)
- Värden på värdshuset Zur Brücke (baryton)
- Värdinnan, hans hustru (dramatisk alt)
- Schwarzer, slottsfogdens son (talroll)
- Artur och Jeremias, medhjälpare (tenor, basbaryton)
- Barnabas, budbäraren från slottet (tenor)
- Olga och Amalia, hans systrar (mezzosopran, sopran)
- Värdshusvärden på Herrenhof (basbaryton)
- Frieda, servitrisen på Herrenhof (sopran)
- Kommunalordföranden (bas)
- Mizzi, hans hustru (stum roll)
- Läraren (tenor)
- Bürgel, undersekreterare (talroll)
- Fyra bönder (2 tenorer, 2 basar)
- Bönder, slottstjänstemän (kör)

## Handling
Del I
Scen 1 och 2
Utanför och inuti värdshuset Zur Brücke. Den utmattade K. kommer fram till byns värdshus, men eftersom det inte finns några rum tvingas han övernatta på en halmmadrass i skänkrummet. Han hinner knappt somna förrän han väcks av Schwarzer, som meddelar att det är förbjudet att uppehålla sig i byn utan tillstånd. K. säger sig vara den nye lantmätaren. En förfrågan på slottet bekräftar K:s uppgift.
Två inkompetenta medhjälpare presenterar sig för K. Denne vill besöka slottet, något som är otänkbart för en främling. Budbäraren Barnabas har med sig ett brev från tjänstemannen Klamm: K. skall anmäla sig hos kommunalordföranden.
Scen 3

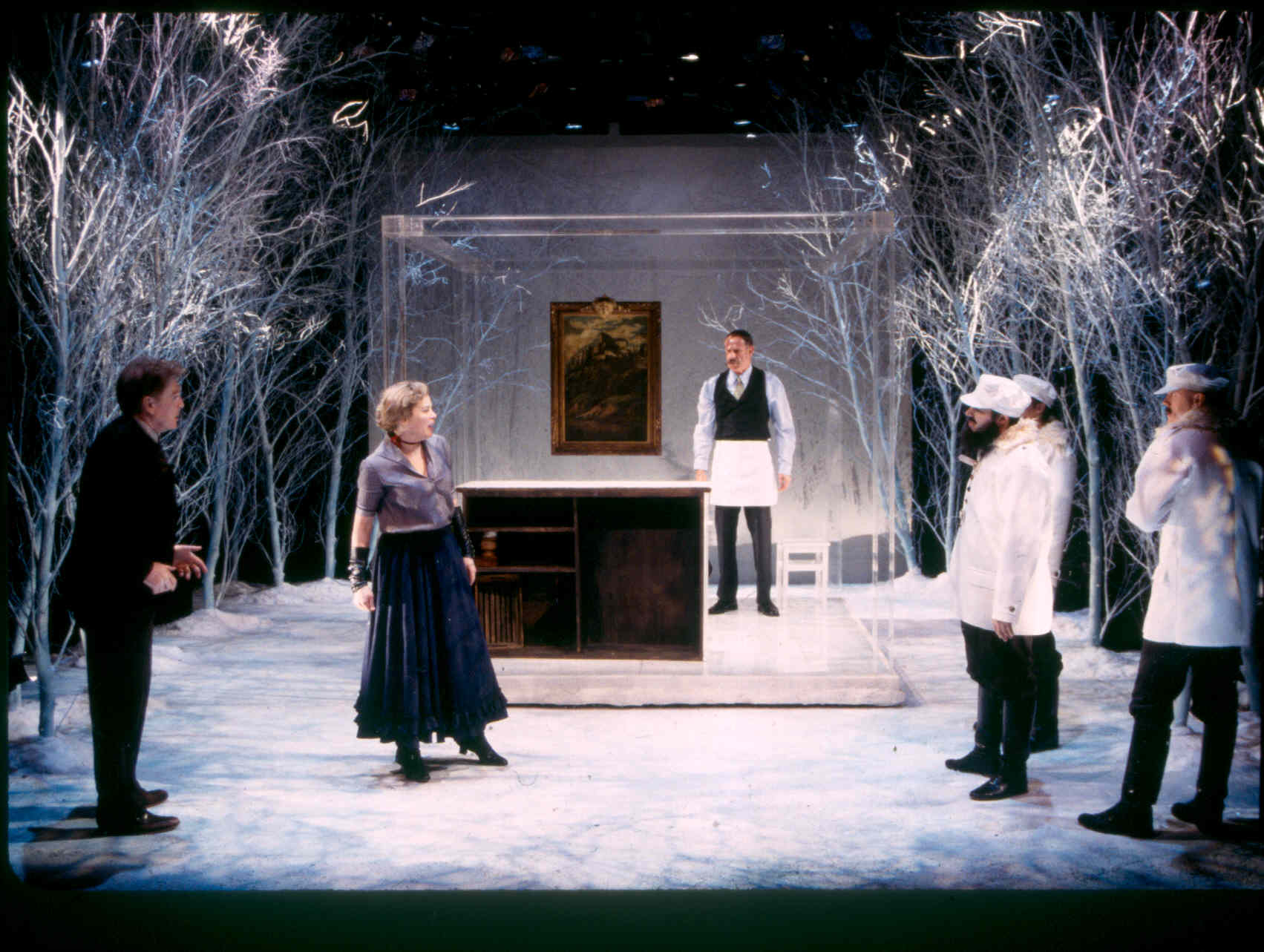
Kafkas pjäs Slottet i en föreställning på Manhattan Ensemble Theatre 2002.

En gata vid utkanten av skogen, utanför värdshuset Herrenhof. Här bor de besökande tjänstemännen, som kan tänkas ge upplysningar. K., som ännu inte fått tillstånd att stanna över natten, göms av servitrisen Frieda, Klamms väninna. Han undkommer dock inte medhjälparna som tar honom med sig.
Scen 4
Kammaren på värdshuset Zur Brücke. K. har sedan fyra dagar bott på kammaren tillsammans med Frieda. Värdshusvärdinnan, en gång Klamms älskarinna, förklarar att ett äktenskap mellan K. och Frieda är omöjligt på grund av dennes osäkra ställning. K. söker upp kommunalordföranden för att kunna tillträda sin tjänst.
Scen 5
Kommunalordförandens rustika rum. Kommunalordföranden meddelar K. att denne har kommit till byn på grund av en förlagd akt. Förgäves söker man efter den motsvarande akten. Man har inget behov av en lantmätare. K. blir upprörd.
Del II
Scen 6
Kammaren på värdshuset Zur Brücke. Läraren söker upp K. och meddelar att K:s ohörsamhet gentemot kommunalordföranden har protokollförts enligt föreskrifterna. Ett anbud om arbete som skolvaktmästare gör K. ursinnig. Frieda låter honom veta att värdshusvärdinnan har sagt upp dem och K. tvingas acceptera anställningen.
Scen 7
En öde, nattsvart bygata i snön. K., som har tröttnat på att vänta, går i riktning mot slottet. Medhjälparna följer efter honom. Barnabas för med sig ett brev från Klamm. K:s arbete lovordas och det finns utsikt till avlöning (allt är dock platta lögner). K. ansöker om audiens på slottet och jagar brutalt bort medhjälparna.
Scen 8
Nästa dag. I Barnabas hem. K. hoppas att Barnabas skall ha nyheter åt honom. Men denne befinner sig på slottet. Medhjälparna har sagt upp sig på grund av K:s brutalitet. Barnabas underrättar K. om att denne har beviljats audiens hos tjänstemannen Erlanger på Herrenhof.
Scen 9
En korridor i Herrenhof. Natt. Efter ett möte med Frieda, som har slagit sig i slang med en av medhjälparna, irrar K. omkring på Herrenhof. När akterna sorteras blir en över. I den ligger ett papper som en tjänare med en blick på den sovande K. river sönder.
Scenförändring
En kyrkogård. I mitten av den syns en öppen grav. I fjärran kan man se slottet. Vid K:s grav församlas alla hans kontaktpersoner och slutligen kommer även Barnabas med budet om att K. har tilldelats uppehållsrätt.